# Arnhem-Höhle
Die Arnhem-Höhle (englisch Arnhem Cave), in der namibischen Region Khomas 120 km östlich von Windhoek gelegen, wurde 1930 von einem europäischstämmigen Einwohner, Daniel Bekker, entdeckt. Er verfügte damals über das dortige Land und begann 1932 mit der Ausbeutung großer Mengen von Fledermausguano, die sich in der Höhle befanden. Ab etwa 1940 lohnte sich der Abbau nicht mehr. Seit 1994 ist die Höhle öffentlich zugänglich.
Die Länge der Höhle beträgt etwa 4,5 km, sie gilt somit als die längste bekannte Höhle Namibias. Im Eingangsbereich ist sie 45 m breit. Vom Einstieg werden Tiefen bis 100 Meter erreicht. In der Höhle herrscht eine Temperatur um 22 bis 25 °C, die durchschnittliche Luftfeuchtigkeit erreicht 97 %.
Die Höhle liegt im Kalk- und Dolomithorizont. Es sind dünne Quarzit- und Schieferlagen vorhanden. In ihr finden sich darüber hinaus die Mineralien Arcanit, Archerit, Cristobalit, Dittmarit, Mundrabillait, Quarz und Swaknoit. Zur Entstehung der Höhle ist geologisch wenig bekannt. Man nimmt an, dass sich Kalkgesteine lösten, worauf in Folge ein Zusammenbruch der Quarzit- und Schieferlagen hervorgerufen wurde. Dadurch bildeten sich die Tunnel und Dome des Höhlenkomplexes.
Es wurden fünf Fledermausarten in der Höhle nachgewiesen:
- Hipposideros commersoni
- Hipposideros caffer
- Miniopterus schrelbersii
- Nycteris thebaica
- Rhinolophus denti